# Região Geográfica Imediata de Cuiabá

Localização da Região Imediata de Cuiabá no Estado de Mato Grosso.

A Região Geográfica Imediata de Cuiabá é uma das 18 regiões imediatas de Mato Grosso, Pertence a Região Geográfica Intermediária de Cuiabá. É dividida em 14 municípios, tem uma população de 1.045.624 pessoas segundo a estimativa do IBGE de 2017. E uma área territorial de 79.610,991 km². Esta é uma divisão regional não sendo uma divisão política.
A Região Geográfica Imediata de Cuiabá foi criada em 2017 pelo IBGE.

## Municípios
| Fonte  | Código do Município | Município                   | População 2017 | Área territorial km² |
| ------ | ------------------- | --------------------------- | -------------- | -------------------- |
| [ 1 ]  | 5100102             | Acorizal                    | 5.269          | 849,352              |
| [ 2 ]  | 5101605             | Barão de Melgaço            | 7.872          | 11.174,474           |
| [ 3 ]  | 5102678             | Campo Verde                 | 39.933         | 4.768,083            |
| [ 4 ]  | 5103007             | Chapada dos Guimarães       | 19.049         | 6.619,316            |
| [ 5 ]  | 5103403             | Cuiabá                      | 590.118        | 3.291,816            |
| [ 6 ]  | 5104906             | Jangada                     | 7.996          | 1.018,492            |
| [ 7 ]  | 5105903             | Nobres                      | 14.917         | 3.904,422            |
| [ 8 ]  | 5106109             | Nossa Senhora do Livramento | 12.484         | 4.934,713            |
| [ 9 ]  | 5106208             | Nova Brasilândia            | 3.827          | 3.276,794            |
| [ 10 ] | 5106455             | Planalto da Serra           | 2.604          | 2.442,452            |
| [ 11 ] | 5106505             | Poconé                      | 32.241         | 17.164,002           |
| [ 12 ] | 5107701             | Rosário Oeste               | 16.908         | 7.383,113            |
| [ 13 ] | 5107800             | Santo Antônio de Leverger   | 18.392         | 11.735,752           |
| [ 14 ] | 5108402             | Várzea Grande               | 274.013        | 1.048,210            |
|        |                     | TOTAL                       | 1.045.623      | 79.610,991           |

## População
A Região Geográfica Imediata de Cuiabá, tem uma população de 1.045.623 habitantes, sendo a região imediata mais populosa do estado de  Mato Grosso, principalmente por conter em seu território a Região Metropolitana do Vale do Rio Cuiabá, que possui as duas maiores cidades do estado, Cuiabá e Várzea Grande, o que torna a região imediata mais populosa do estado. Possui uma densidade demográfica de 13,13 hab./km².

### Lista dos municípios por população
Esta lista está atualizada no ano de  2017. 

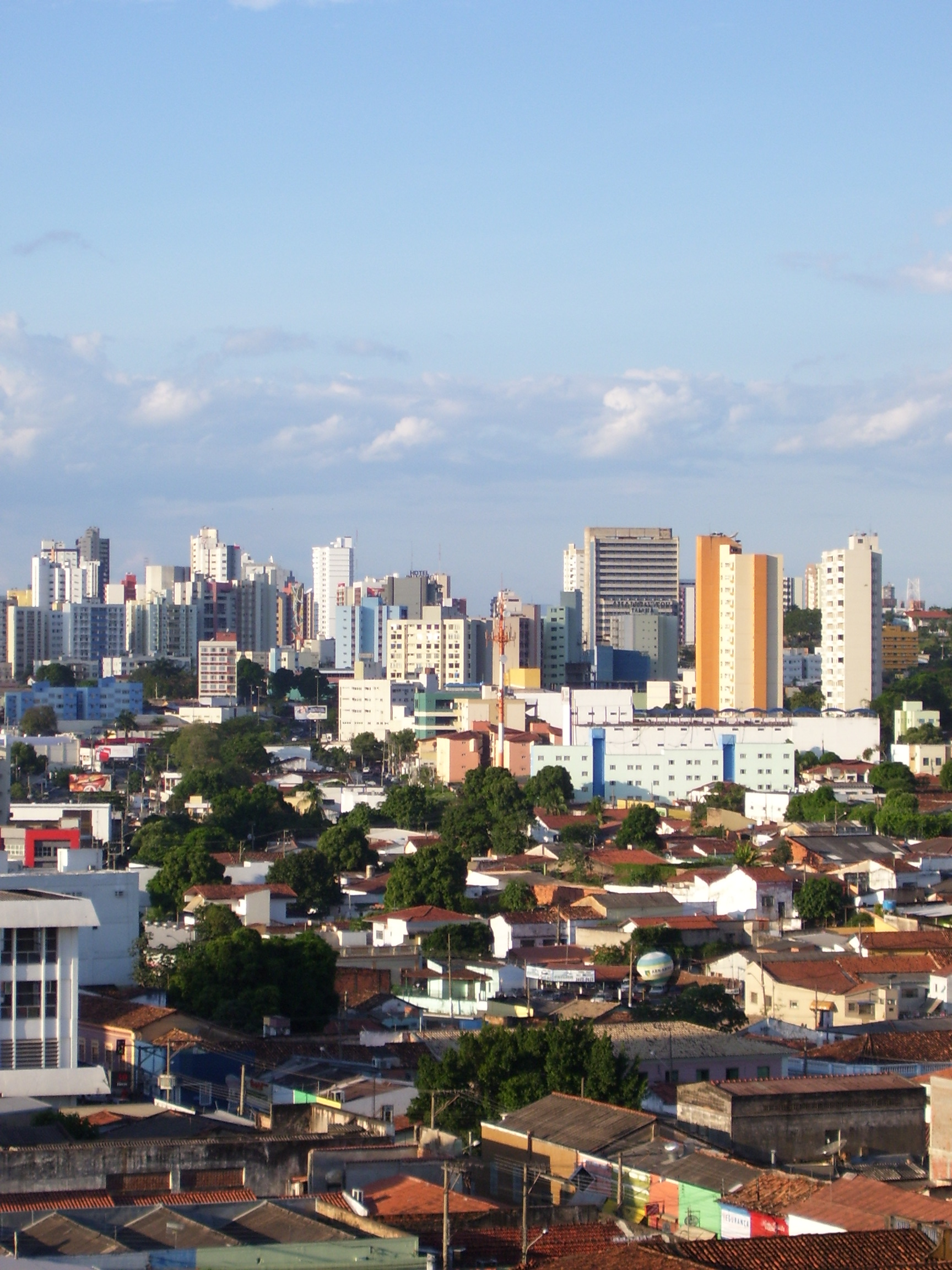
Cuiabá o município mais populoso
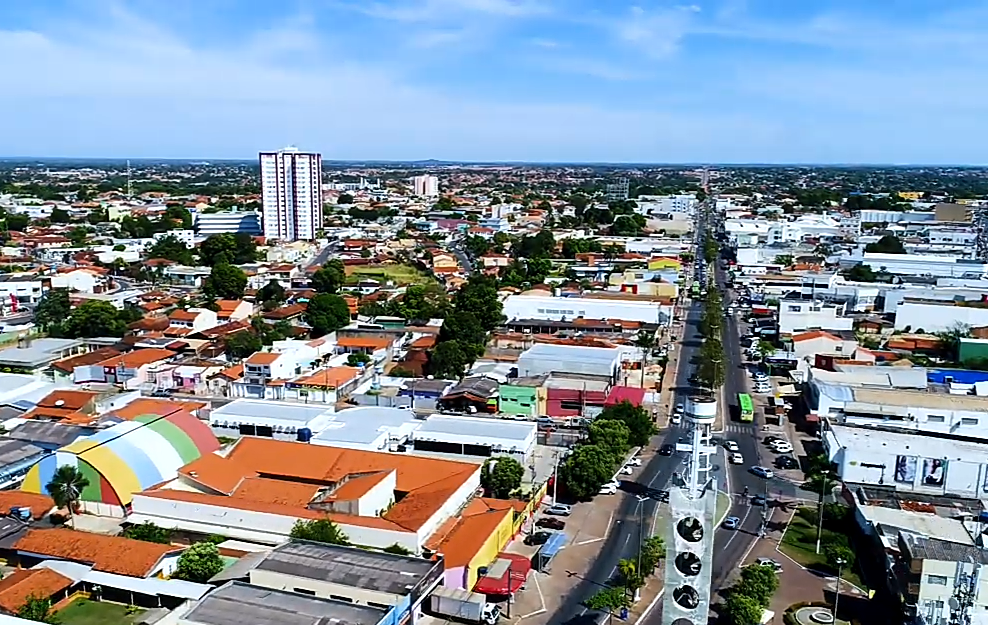
Várzea Grande o segundo município mais populoso
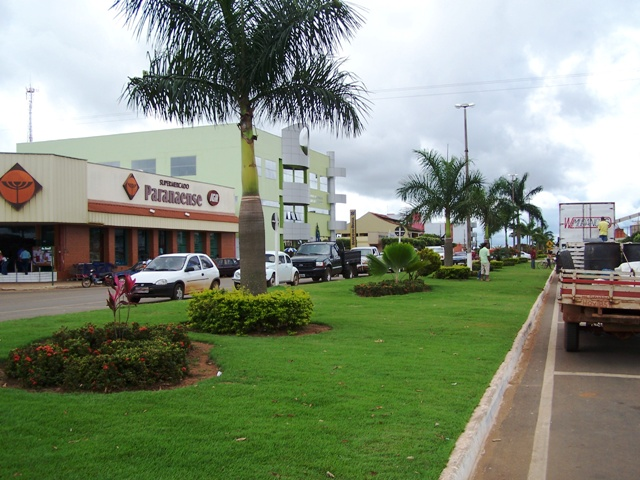
Campo Verde o terceiro município mais populoso
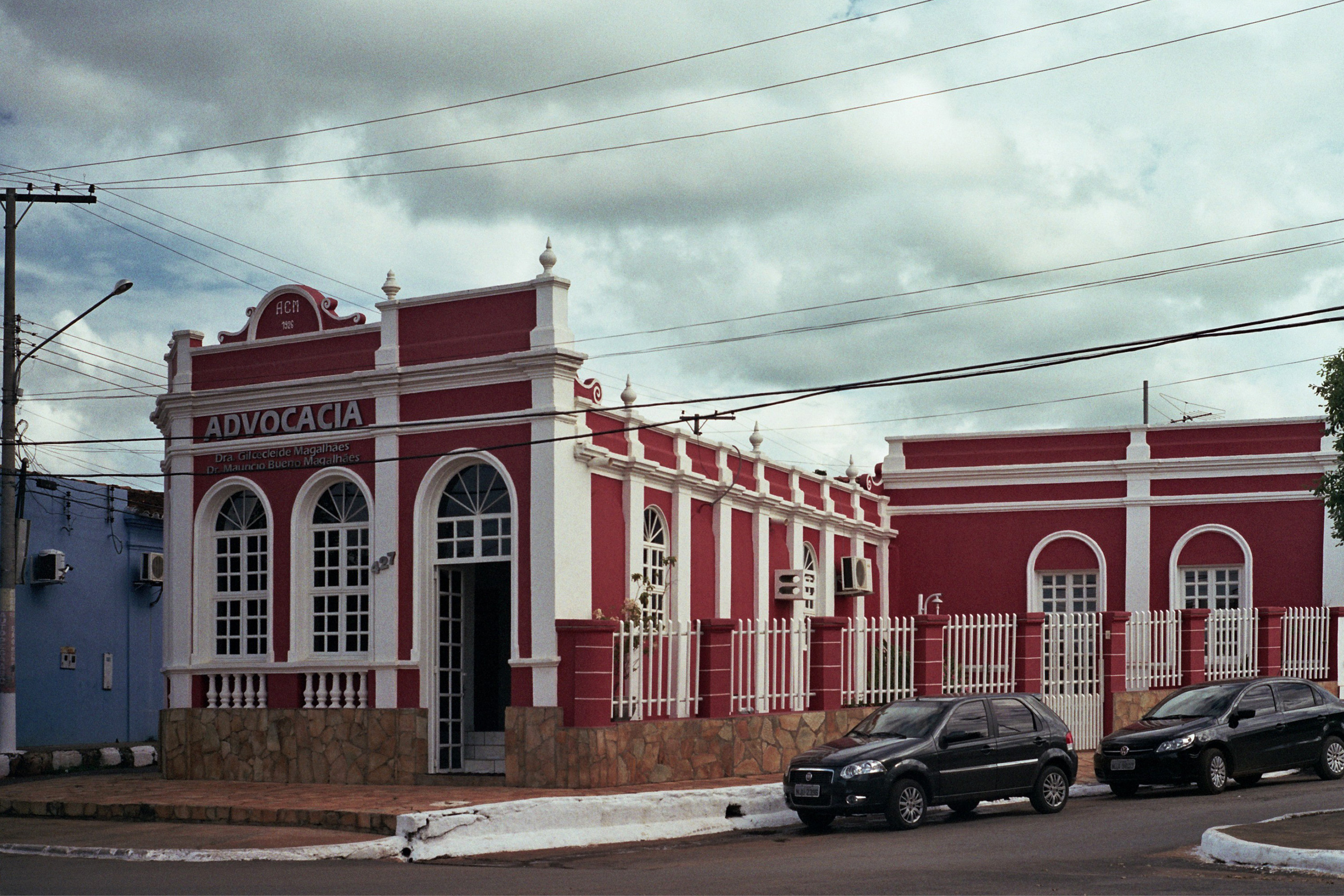
Poconé o quaro município mais populoso

| Pos. | Município                   | População |
| ---- | --------------------------- | --------- |
| 1    | Cuiabá                      | 590.118   |
| 2    | Várzea Grande               | 274.013   |
| 3    | Campo Verde                 | 39.933    |
| 4    | Poconé                      | 32.241    |
| 5    | Chapada dos Guimarães       | 19.933    |
| 6    | Santo Antônio de Leverger   | 18.392    |
| 7    | Rosário Oeste               | 16.908    |
| 8    | Nobres                      | 14.917    |
| 9    | Nossa Senhora do Livramento | 12.484    |
| 10   | Jangada                     | 7.996     |
| 11   | Barão de Melgaço            | 7.872     |
| 12   | Acorizal                    | 5.269     |
| 13   | Nova Brasilândia            | 3.827     |
| 14   | Planalto da Serra           | 2.604     |